# Oberschlesische Operation
1941: Białystok-Minsk – Dubno-Luzk-Riwne – Smolensk – Uman – Kiew – Odessa – Leningrader Blockade – Wjasma-Brjansk – Charkow – Rostow – Moskau – Tula

1942: Rschew – Charkow – Ljuban/Wolchow – Kertsch/Sewastopol – Fall Blau – Kaukasus – Stalingrad – Operation Mars

1943: Woronesch-Charkow – Operation Iskra – Nordkaukasus – Charkow – Kursk – Orjol – Donez-Mius – Donbass – Belgorod-Charkow – Smolensk – Dnepr – Kiew

1944: Dnepr-Karpaten – Leningrad-Nowgorod – Krim – Wyborg–Petrosawodsk – Operation Bagration – Lwiw-Sandomierz – Jassy–Kischinew – Belgrad – Petsamo-Kirkenes – Baltikum – Karpaten – Ungarn

1945: Kurland  – Weichsel-Oder – Ostpreußen – Westkarpaten – Niederschlesien – Ostpommern – Plattensee – Oberschlesien – Wien – Oder – Berlin – Prag
Die Oberschlesische Operation (russisch Верхнесилезская операция) war eine Offensive der Roten Armee im Zweiten Weltkrieg, die vom 15. bis zum 31. März 1945 dauerte.

## Vorgeschichte und Aufmarsch
Am 23. Januar 1945 wurde Breslau durch die sowjetische 6. Armee (General Glusdowski) eingeschlossen. Die Rote Armee schuf während der Niederschlesischen Operation auch Brückenköpfe bei Oppeln und bei Ohlau jeweils südöstlich von Breslau an der Oder. Dabei stand der 1. Ukrainischen Front die deutsche 17. Armee (unter der Führung von Friedrich Schulz und später Wilhelm Hasse) gegenüber. Zwischen Strehlen und Ratibor im Bereich der deutschen 1. Panzerarmee hatte sich ein Frontbogen an der Oder gebildet. Der sowjetische Marschall Iwan Konew plante, diesen Frontteil durch eine doppelseitige Zangenoperation seiner Panzerkräfte abzuschneiden und die darin befindlichen deutschen Truppen zu zerschlagen. Der Angriff aus dem Osten sollte durch die 60. Armee (Generaloberst Kurotschkin) aus dem Brückenkopf bei Cosel erfolgen. Im Westen im Raum südlich von Brieg wurde die 4. Panzerarmee auf die Stadt Neisse angesetzt.
Der zur Offensive befohlene linke Flügel der 1. Ukrainischen Front zählte 31 Divisionen mit 408.400 Mann, 5.640 Geschütze, 988 Panzer und 1.737 Flugzeuge.
Die im Angriffsfeld liegende 1. Panzerarmee der deutschen Armeegruppe Heinrici verfügte zusammen mit dem rechten Flügel der 17. Armee der Heeresgruppe Mitte über etwa 15 Divisionen zu 60 Regimentern, 1.420 Geschütze, 94 Panzer und 750 Flugzeuge.

## Verlauf

### Offensive am 15. März
Die Offensive der 1. Ukrainischen Front begann am 15. März 1945 um 7.00 Uhr mit dem Angriff der 21. Armee (General Dmitri Gussew) und der 5. Gardearmee (Generaloberst Schadow) aus dem Raum Grottkau. Das Artilleriefeuer überschüttete die Stellungen des deutschen VIII. Armeekorps fast 1,5 Stunden. Gegen 8.40 Uhr griff auch die 4. Panzerarmee unter General Leljuschenko in die Offensive ein und drang am westlichen Ufer der Glatzer Neisse nach Süden vor. Am Abend des ersten Angriffstages war die Front der deutschen 45. Volksgrenadier-Division (Generalmajor Daniel) und der 168. Infanterie-Division im Raum Grottkau auf 8 Kilometer Breite aufgerissen.
Zusätzlich wurde das 4. Garde-Panzerkorps (Generalleutnant Polubojarow) in die Einbruchstelle eingeführt. Der bedrohliche Umfang der sowjetischen Offensive wurde vom deutschen Oberkommando erst nach der Einführung der Panzertruppen und der unmittelbaren Bedrohung der Stadt Neisse voll erkannt. Die links anschließende deutsche 17. Armee gab sofort die im Raum Schweidnitz bereitgestellte Reserve des XXXX. Panzerkorps nach Strehlen frei. Die 19. und 20. Panzer-Division, sowie die Kampfgruppe der 10. Panzergrenadier-Division konnten am folgenden Tag durch Gegenstöße aus dem Raum Ottmachau Gegenangriffe nach Osten führen, die den Verlust von Neisse vorerst verhinderten.

### Offensive am 16. und 17. März
Am 16. März eröffneten die Sowjets nach 80 Minuten Artilleriefeuer auch mit der 60. und 59. Armee (Generalleutnant Korownikow) aus dem westlichen Oder-Brückenkopf zwischen Cosel und Ratibor ihren Angriff nach Westen. Luftunterstützung leistete die 2. Luftarmee unter Generaloberst Krassowski. Das 7. Garde-mechanische Korps (Generalmajor Kortschagin) und das 31. Panzerkorps (Generalmajor Kusnezow) wurde zum Durchbruch in Richtung auf Neustadt bestimmt. Nachdem der Widerstand des deutschen XI. Armeekorps (General von Bünau, ab 20. März von Mellenthin) gebrochen war, durchbrachen sowjetische Truppen die gegnerische Verteidigung auf einer 12-Kilometer breiten Front und drangen bis zum Abend 6–8 km tief vor. Bei Gnadenfeld wurde die Front der links von der 371. Infanterie-Division eingesetzte 18. SS-Panzergrenadier-Division (General Bochmann) durchbrochen und deren Masse nordwärts an den rechten Flügel der 344. Infanterie-Division auf die Linie Reinschdorf-Pirchwitz-Kobelwitz im Raum südöstlich von Cosel abgedrängt.
Um die jetzt offene linke Flanke der nordwestlich von Ratibor nicht angegriffenen 97. Jäger-Division (General Rabe von Pappenheim) zu schließen wurde deren rechter Nachbar – die 1. Ski-Jägerdivision – herausgelöst, um an der Linie Bauerwitz-Dreimühlen-Preußisch Krawarn eine neue Front aufzubauen. Der Divisionskommandeur Generalmajor Gustav Hundt wurde gleichzeitig zum Kampfkommandant von Ratibor ernannt.
Am ersten Tag der Offensive am 15. März 1945 wurde auch die Fallschirm-Division Hermann Göring aus dem Brückenkopf von Muskau abgezogen und über Görlitz herangezogen und am 17. März in mehreren Staffeln in Ottmachau entladen um einen Gegenangriff zu führen. In einem vergeblichen Versuch, den Vormarsch des sowjetischen 10. Garde-Panzerkorps zu stoppen, wurden Einheiten der Gendarmerie aus Neisse mit leichten Feuerwaffen bewaffnet in den Kampf geschickt, was die Vernichtung der gesamten Stadtgendarmarie zur Folge hatte. Beim Kampf um den Übergang der Glatzer Neisse bei Rothaus fiel der Kommandant des 10. Garde-Panzerkorps, Oberst N. D. Tschuprow im Kampf. Währenddessen rückte das 6. Garde-mechanisierte Korps weiter in südwestlicher Richtung auf Ottmachau vor, wo gerade die Fallschirm-Panzer-Division Herman Göring entladen wurde. Der Korpskommandant W. F. Orlow wurde tödlich verletzt, als eine feindliche Granate am Kommandoposten explodierte und wurde durch Oberst W.I. Koretski ersetzt. Am Höhepunkt der Schlacht um Neisse am 17. März, erhielt die 4. Panzerarmee auf Befehl des Volkskommissariats den Titel einer „Garde-Panzerarmee“ verliehen.
Am Abend des 17. auf 18. März lag bereits schweres sowjetisches Geschützfeuer auf die bedrohte Stadt Leobschütz. Im Zusammenwirken mit der Führer-Begleit-Division (Generalmajor Remer) konnten bei Jägerndorf angesetzte Gegenstöße der gerade eintreffenden Vorhut der 16. Panzer-Division die Stadt vor dem sowjetischen Zugriff bewahren. Dem XXIV. Panzerkorps unter General Nehring wurde zur Verstärkung auch die 78. Volkssturm-Division zugeteilt.

### Kesselschlacht am westlichen Oder-Ufer
Am 18. März konnten sich die Angriffskeile des 10. Garde-Panzer-Korps
der 4. Panzerarmee mit denen des 7. Garde-mechanische Korps im Raum südlich von Deutsch-Raselwitz vereinigen. Dadurch waren im Raum westlich von Oppeln Reste von fünf deutschen Divisionen zwischen den Flüssen Neisse und Oder eingeschlossen. Der sich zwischen Oder und der Glatz Neisse gebildete Kessel wurde rasch verengt.
Die 229. Schützendivision (Oberst A. S. Pipyrjew) des 55. Schützenkorps der sowjetischen 21. Armee besetzte Falkenberg. Die eingekesselte Korpsgruppe Schlesien (General der Kavallerie Koch-Erpach) (Generalkommando LVI. Panzerkorps) versuchte die Kampfgruppe 168. Infanterie-Division (Generalleutnant Schmidt-Hammer) und die 20. (estn.) SS-Freiwilligen-Division von der nördlichen Kesselfront über Neustadt nach Südwesten ins Altvatergebirge abzusetzen. Zwischen Cosel und Krappitz verteidigte sich die 344. Infanterie-Division (Generalleutnant Jollasse), südlich davon wurde die Stadt Cosel noch von der 18. SS-Division gehalten. SS-Oberführer Bochmann führte ganztägig erbitterte Kämpfe um den Erhalt von Deutsch-Müllmen. Major Matthias Wensauer hatte sich gemäß Befehl mit einer schwachen Nachhut in Oppeln zu opfern, versuchte aber bald den Ausbruch in Richtung Neustadt.
Der Entsatzstoß des XXIV. Panzerkorps mit der 16. Panzer-Division, Führer-Begleit- und der 78. Infanterie-Division  aus dem Raum westlich von Leobschütz konnten an der bereits gefestigten südlichen Front des Kessels nicht mehr durchdringen. Auch die Verstärkung durch Teile der bei Jägerndorf ausgeladenen 17. Panzer-Division (Oberst Kretschmer) und der 254. Infanterie-Division (Generalmajor Schmidt) genügte nur mehr, um die neu entstandene Front im Raum nördlich von Troppau zu stabilisieren. Nacheinander fielen am 18. und 19. März die Orte Rothhaus, Oberglogau, Brandewalde und Steinau in sowjetische Hände.
Die Korpsgruppe Schlesien wurde bis zum 20. März aufgerieben.

### Schlussphase ab 24. März
Am 24. März konnte die 60. Armee mit dem 28. Schützenkorps (Generalmajor Ozimin) Leobschütz erstürmen. Am gleichen Tag warf das 117. Schützenkorps (Generalmajor Trubatschew) der 21. Armee das deutsche VIII. Armeekorps zurück und besetzte die seit 16. März hart umkämpfte Stadt Neisse.
Das der 4. Garde-Panzerarmee aus der Reserve neu unterstellte 5. Garde-mechanisierte Korps (Generalmajor Boris Skwortzow) ging am gleichen Tag aus dem Raum Leobschütz um 8:00 Uhr in Richtung auf Troppau zum Angriff über. Die 93. Panzer-Brigade (Oberstleutnant Alexej Dementjew) und die 22. Selbständige Selbstfahrartillerie-Brigade (Oberst Nikolai Kornjuschkin) drängten dabei das deutsche XXIV Panzerkorps etwa  3–4 km nach Süden zurück.
Am 28. März um 12.00 Uhr stand auch das nach Osten umgruppierte 31. Panzerkorps (Generalmajor G. G. Kusnezow) wieder im Angriff, die 107. Schützen-Division unterstützte den Angriff sofort, ab 18.00 Uhr traten auch Teile der 6. Garde-mechanisierten Korps hinzu. Bis zum Abend des 29. März konnte das 31. Panzerkorps vom Nordwesten und Einheiten der 60. Armee aus dem Osten die Stadt Ratibor im Kampf mit der deutschen 97. Jäger-Division erstürmen. Am 31. März fiel der sowjetischen 5. Gardearmee auch Strehlen in die Hände. Der südwestliche Teil Oberschlesiens wurde vollständig von der Roten Armee besetzt.
Nach sowjetischen Angaben fielen mehr als 40.000 deutsche Soldaten und weitere 14.000 gerieten in Gefangenschaft. Die Rote Armee verlor etwa 66.800 Mann (15.870 Tote und 50.920 Verwundete).